# Saint-Jean-de-Côle
Saint-Jean-de-Côle är en kommun i departementet Dordogne i regionen Nouvelle-Aquitaine i sydvästra Frankrike. Kommunen ligger i kantonen Thiviers som tillhör arrondissementet Nontron. År 2022 hade Saint-Jean-de-Côle 365 invånare.

## Befolkningsutveckling
Antalet invånare i kommunen Saint-Jean-de-Côle
Referens:INSEE